# Geochelone platynota
La tortuga estrellada de Birmania (Geochelone platynota) es una tortuga terrestre de la familia Testudinidae de Birmania. Pertenece al género Geochelone y es muy parecida a la tortuga estrellada india (Geochelone elegans).
Vive en el bosque seco y se está extinguiendo en su hábitat por el consumo humano tanto de Birmania como de China, donde a veces se encuentra en los mercados de alimentos.
La especie se encuentra en el Apéndice II, es decir, un permiso del país de exportación es necesario. Birmania no ha concedido un permiso de exportación, es decir, la mayoría de las criadas en cautividad son originarias de tortugas ilegales o adquiridas en las importaciones antes de la inclusión en el CITES.[cita requerida]
El Jardín Zoológico de Yadanabon está llevando a cabo un programa de cría en cautividad para aumentar su población. 
La tortuga estrellada birmana se puede distinguir fácilmente de las más comunes tortugas estrelladas indias (Geochelone elegans) mediante la comparación de los petos de las dos especies. Esta especie se considera en peligro crítico de extinción por la UICN. Una reciente expedición buscando la tortuga estrellada de Birmania durante 400 horas con perros especialmente entrenados y voluntarios sólo encontró cinco tortugas. [cita requerida]

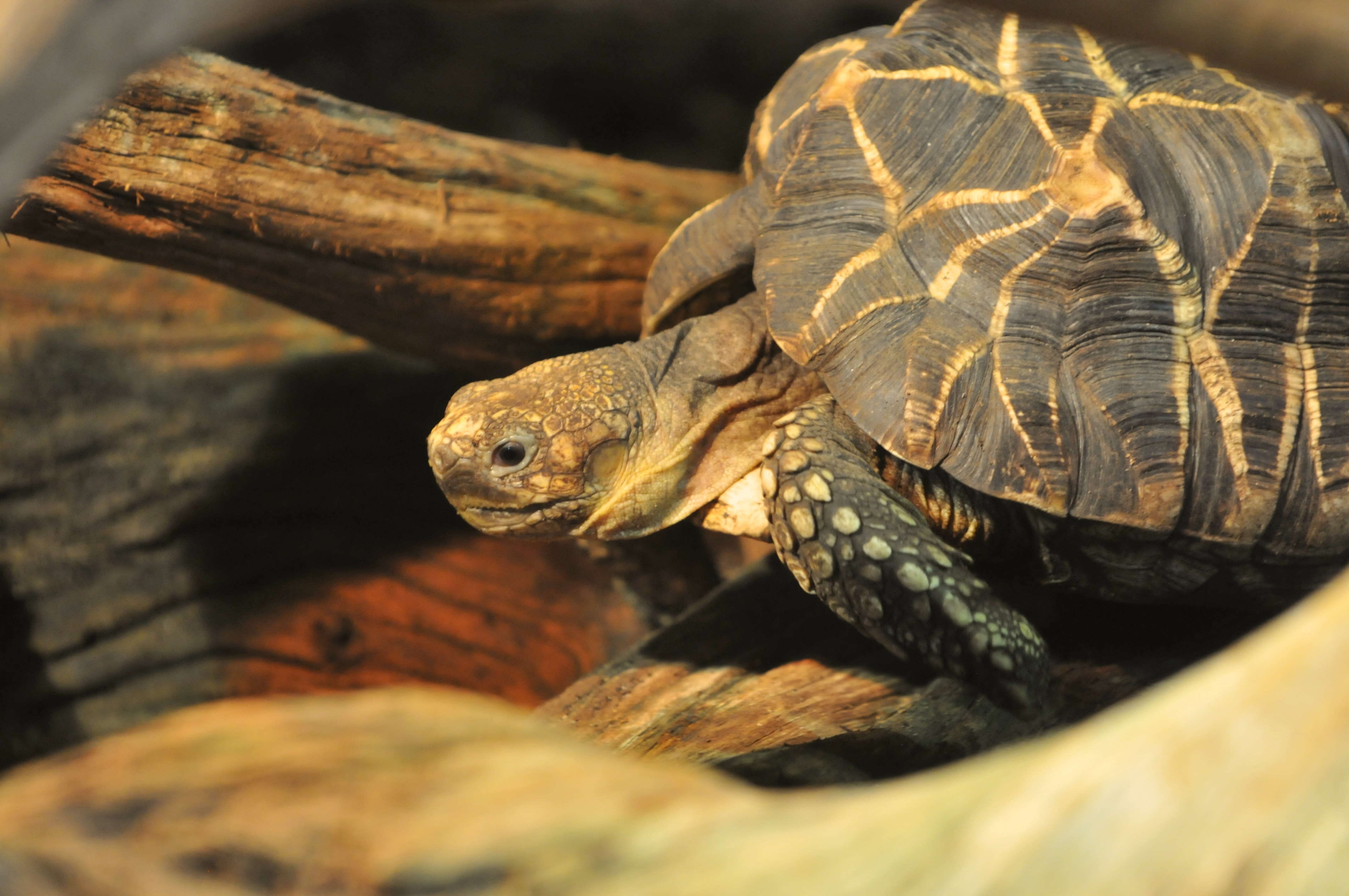
Tortuga estrella birmana